# مرفأ

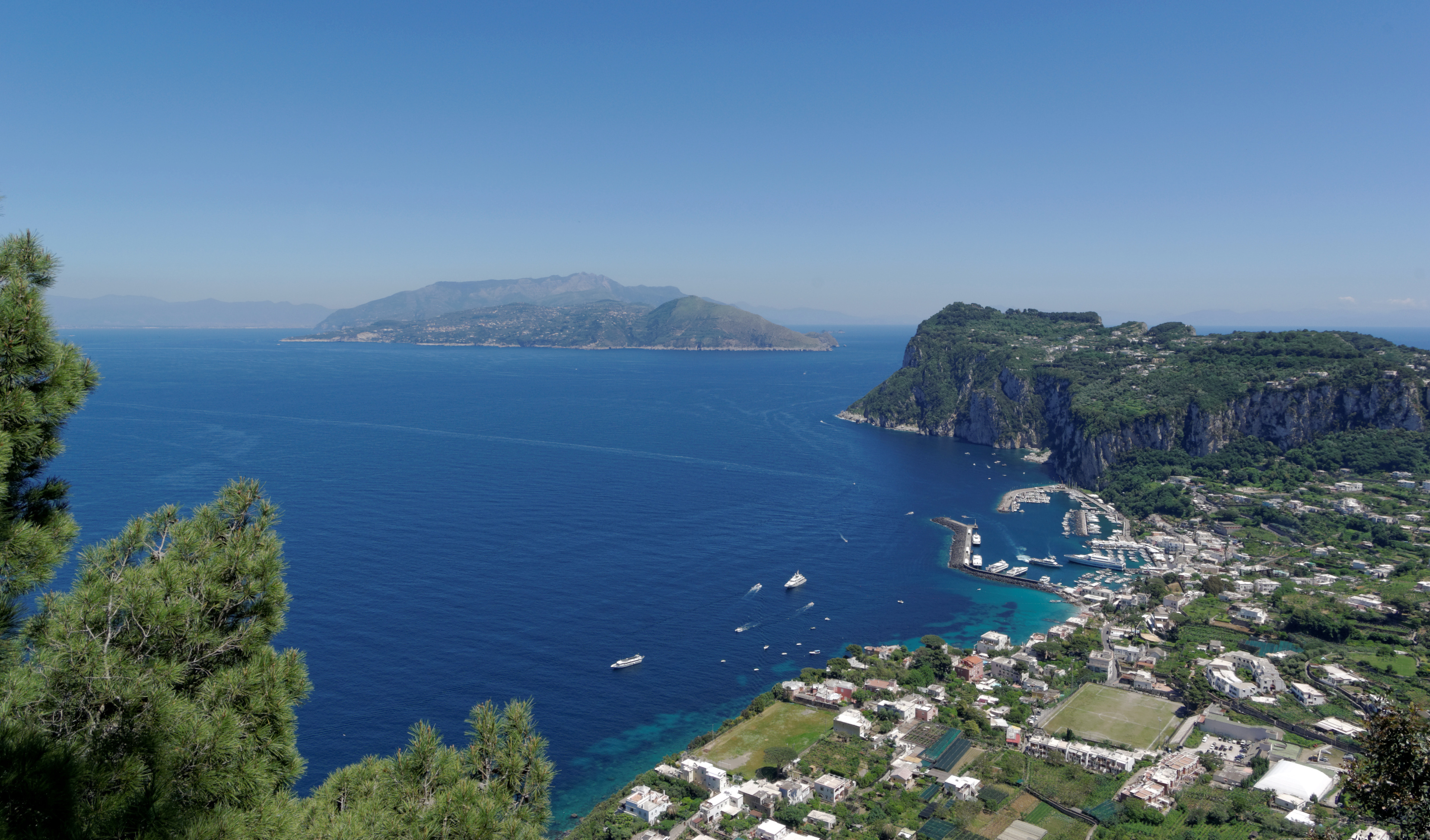
مرفأ كابري في إيطاليا.

المرفأ أو المرسى أو الميناء هو مكان تتخذه السفن للرسو. ويختلف المرفأ عن الميناء فالأخير منشئة ساحلية في البحر يتم فيها تفريق وتحميل السفن ويحتوي الميناء في الغالب على الرافعات والأرصفة والمخازن.

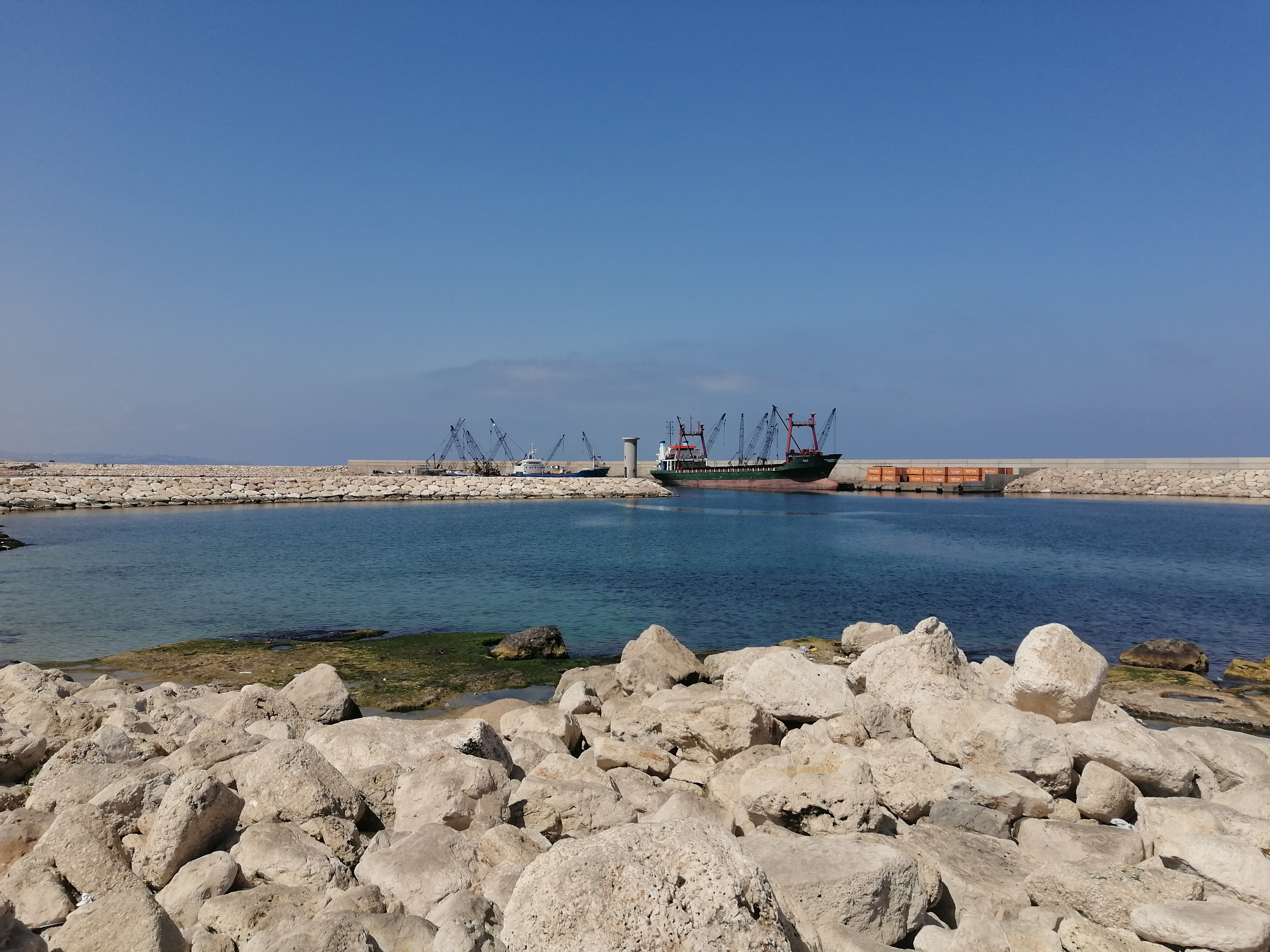
مرفأ صيدا

## المرافئ الصناعية
المرافئ الصناعية هي التي يبنى كاسر الأمواج حولها.

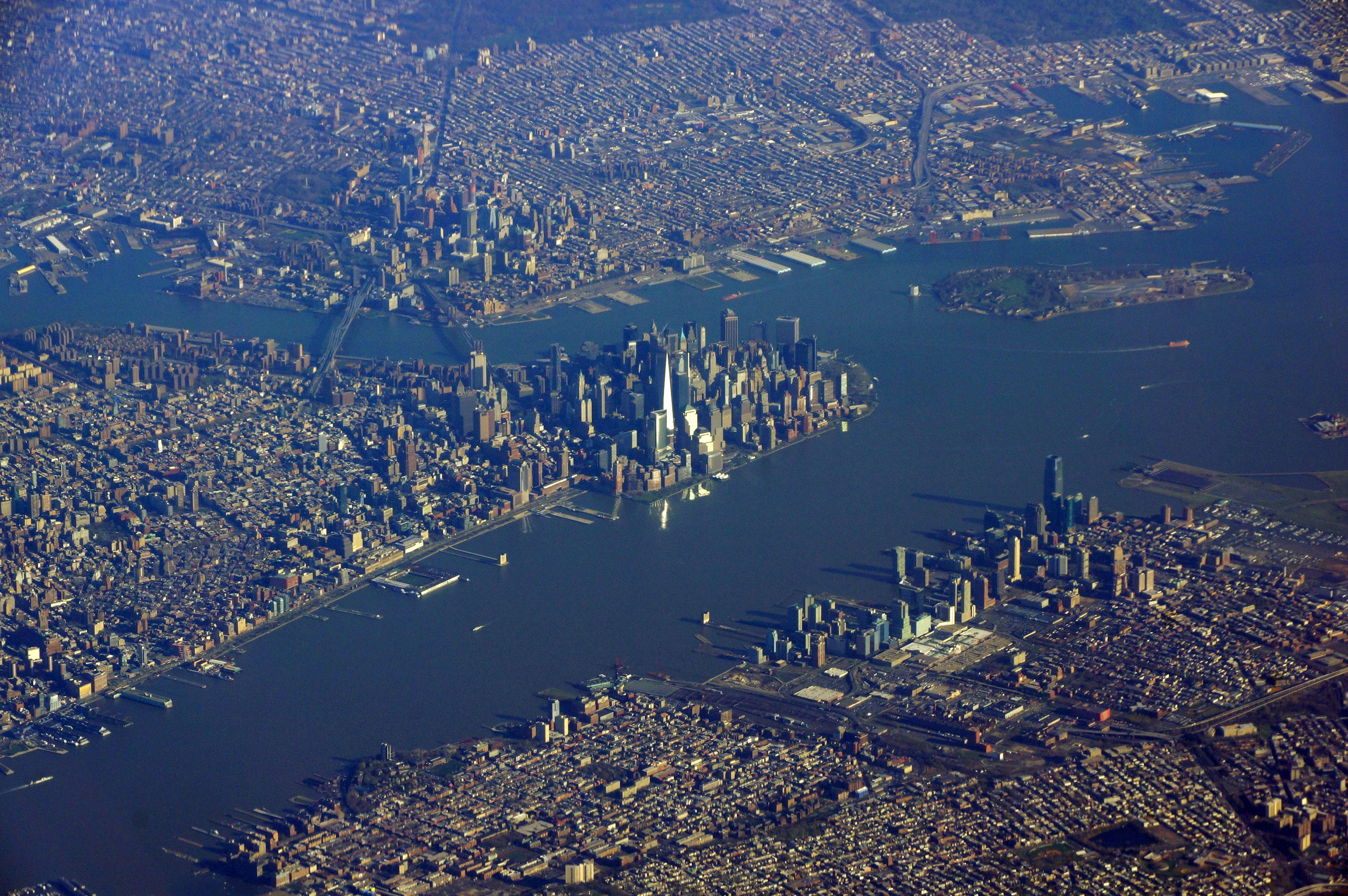
ميناء نيويورك ونهر هدسون في المقدمة؛ النهر الشرقي في الخلفية.

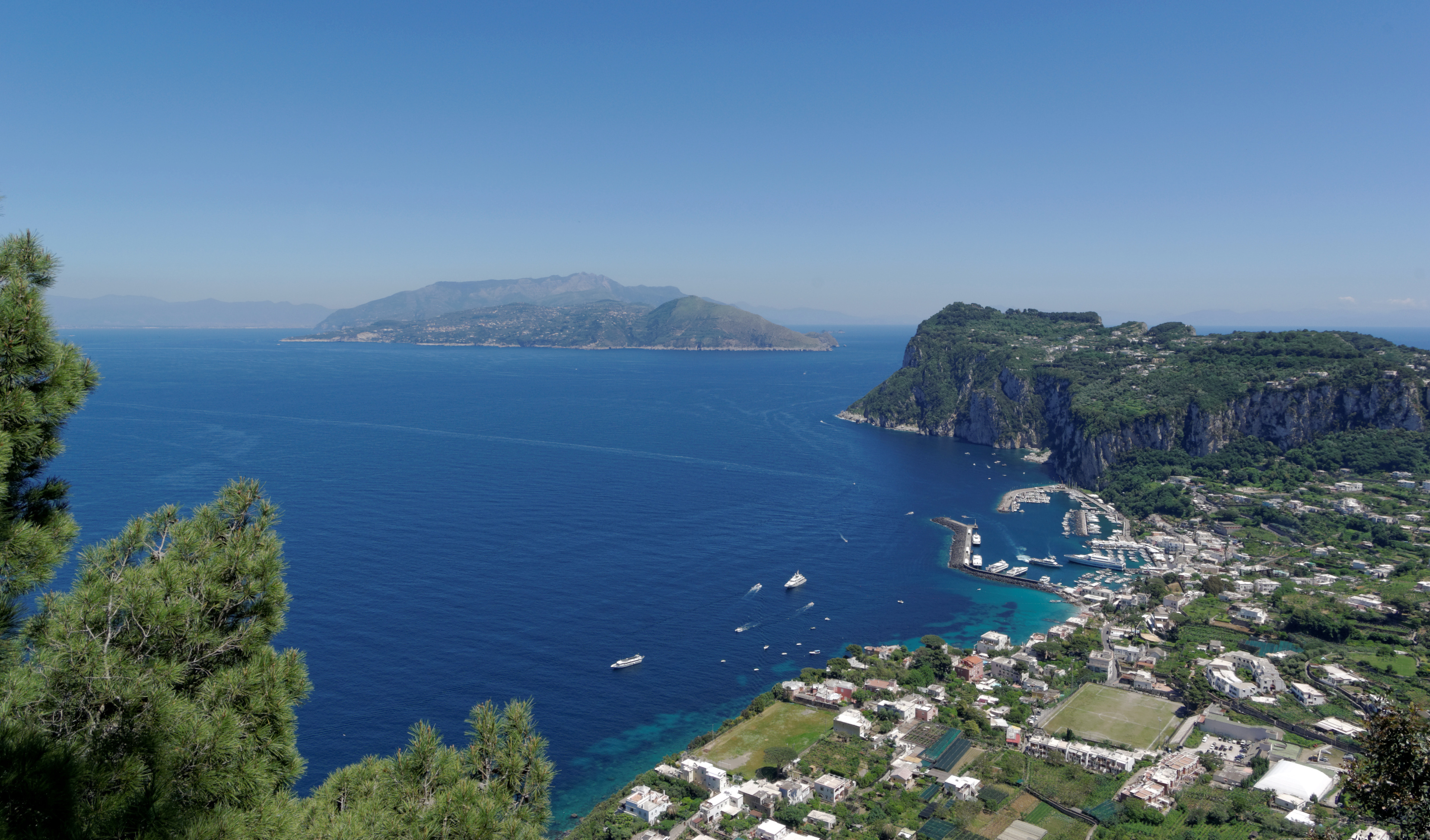
ميناء كابري ، إيطاليا ، منظر من أناكابري.

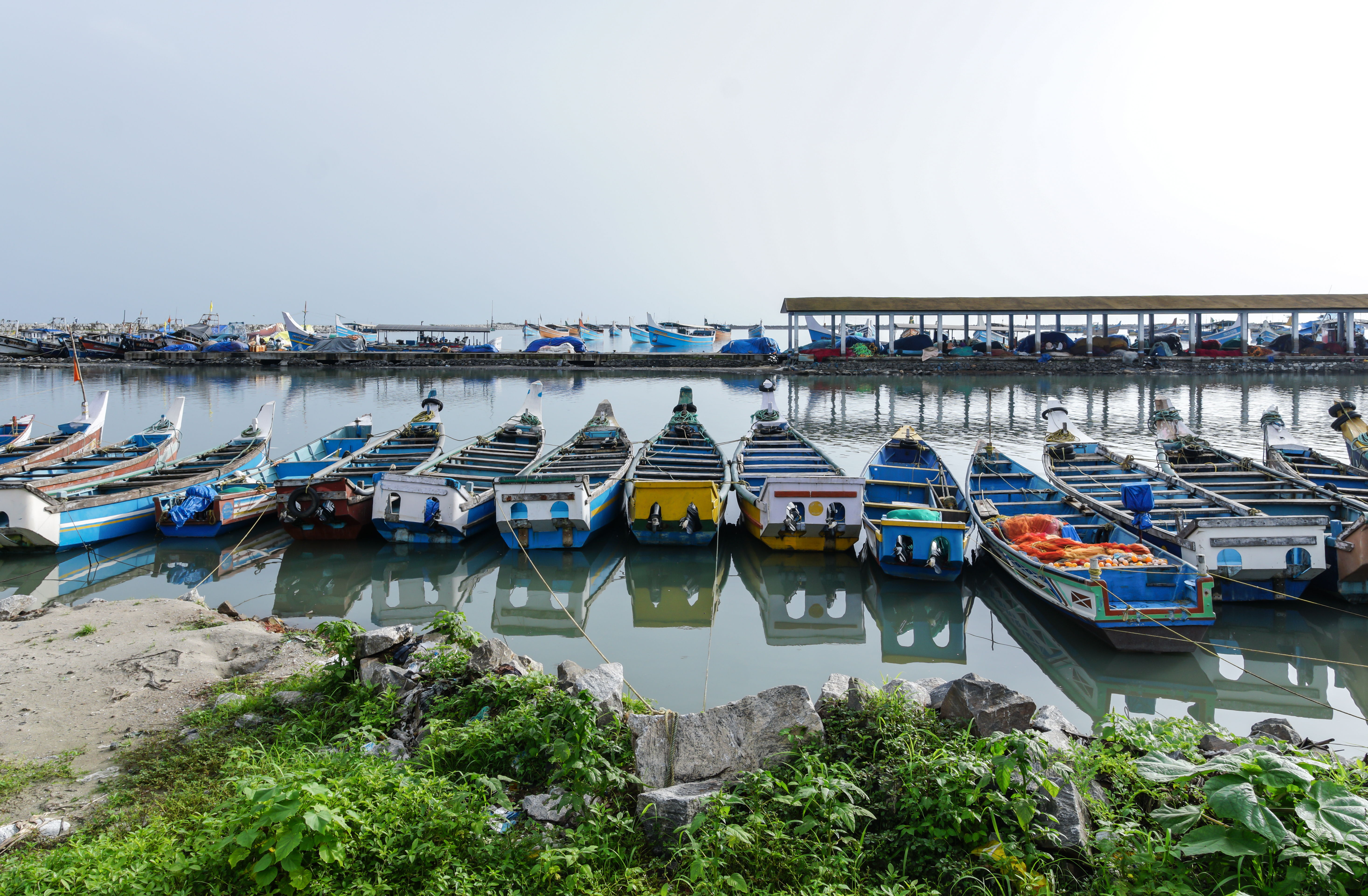
ميناء كوييلاند ، ولاية كيرالا، الهند

## خلفيّة

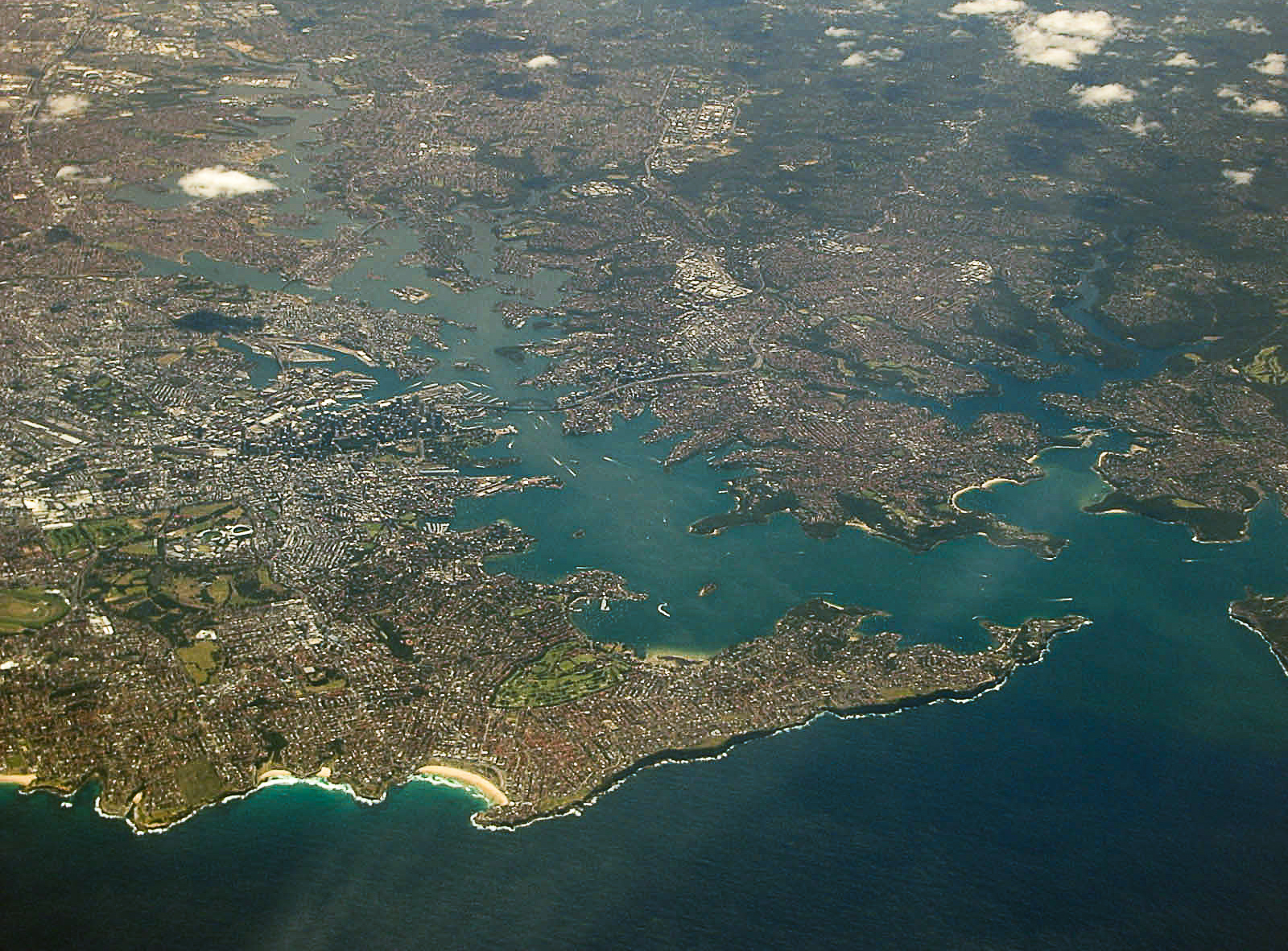
صورة جوية تم التقاطها في رحلة جوية من نيوكاسل إلى ملبورن.

يُعتبر المرفأ عبارة عن مسطح مائي محمي حيث يمكن إرساء السفن والقوارب والصنادل. غالبًا ما يستخدم مصطلح المرفأ بالتبادل مع الميناء، وهو منشأة من صنع الإنسان مبنية لتحميل وتفريغ السفن وإنزال الركاب والتقاطهم. تشتمل الموانئ عادة على ميناء واحد أو أكثر. ميناء الإسكندرية في مصر مثال لميناء به ميناءان. قد تكون الموانئ طبيعية أو اصطناعية. يمكن أن يكون المرفأ الاصطناعي قد أنشأ عن عمد حواجز أمواج أو جدران بحرية أو أرصفة بحرية أو يمكن بناؤها عن طريق التجريف، الأمر الذي يتطلب صيانة عن طريق مزيد من التجريف الدوري. مثال على المرفأ الاصطناعي هو لونج بيتش هاربور، كاليفورنيا، الولايات المتحدة، والذي كان عبارة عن مجموعة من المستنقعات المالحة ومسطحات المد والجزر الضحلة جدًا بالنسبة للسفن التجارية الحديثة قبل أن يتم تجريفها لأول مرة في أوائل القرن العشرين. في المقابل، المرفأ الطبيعي محاط من عدة جوانب ببروز الأرض. تشمل الأمثلة على الموانئ الطبيعية ميناء سيدني، أستراليا وميناء ترينكومالي في سريلانكا.

## التاريخ
كقاعدة عامة، يُطلق على المرفأ اسم المنطقة المائية للميناء، والمجاور مباشرة للرصيف صباحًا، حيث يتم تحميل وتفريغ السفن وصعود الركاب وإنزالهم. أيضًا في المرفأ، يمكن أن تكون السفن على مرسى طويل عند الرصيف أو عند المرسى. لهذا الغرض، سيتم تجهيز أماكن خاصة للرسو على أراضي المرفأ. يمكن أن يكون المرفأ مصطنعًا أو طبيعيًا. للحصول على ميناء طبيعي، اختر مكانًا محميًا جيدًا من الأمواج والرياح، وتحيط به من عدة جهات مناطق برية. من الأمثلة على الموانئ الطبيعية ميناء سيدني، أستراليا وميناء ترينكومالي في سريلانكا. عادة ما يحتوي المرفأ الاصطناعي على حواجز أمواج مصممة لهذا الغرض، ويستخدم التجريف أيضًا في بناء الموانئ الاصطناعية. تتطلب الموانئ الطبيعية صيانة من خلال قياسات دورية للعمق، وإذا لزم الأمر، مزيد من التجريف الدوري. مثال على المرفأ الاصطناعي هو لونج بيتش هاربور، كاليفورنيا، الولايات المتحدة الأمريكية، والذي كان عبارة عن مجموعة من المستنقعات المالحة وضفاف المد والجزر الضحلة جدًا بالنسبة للسفن التجارية الحديثة. في بداية القرن العشرين، تم تنفيذ أعمال التجريف هنا.

## مرافئ اصطناعية
كثيرا ما يتم بناء الموانئ الاصطناعية لاستخدامها كمنافذ. أقدم ميناء اصطناعي معروف هو الموقع المصري القديم بوادي الجرف على ساحل البحر الأحمر، والذي يبلغ عمره 4500 عام على الأقل (حوالي 2600-2550 قبل الميلاد، عهد الملك خوفو). أكبر ميناء تم إنشاؤه صناعياً هو جبل علي في دبي. تشمل الموانئ الاصطناعية الكبيرة والمزدحمة الأخرى ما يلي:
- ميناء هيوستن، تكساس، الولايات المتحدة؛
- ميناء لونج بيتش، كاليفورنيا، الولايات المتحدة؛
- ميناء لوس أنجلوس في سان بيدرو، كاليفورنيا، الولايات المتحدة.
- ميناء روتردام، هولندا؛
- ميناء سافانا، جورجيا، الولايات المتحدة؛
- شيّد القرطاجيون القدماء موانئ صناعية محصنة تسمى كوثوتز.

## الموانئ الطبيعية

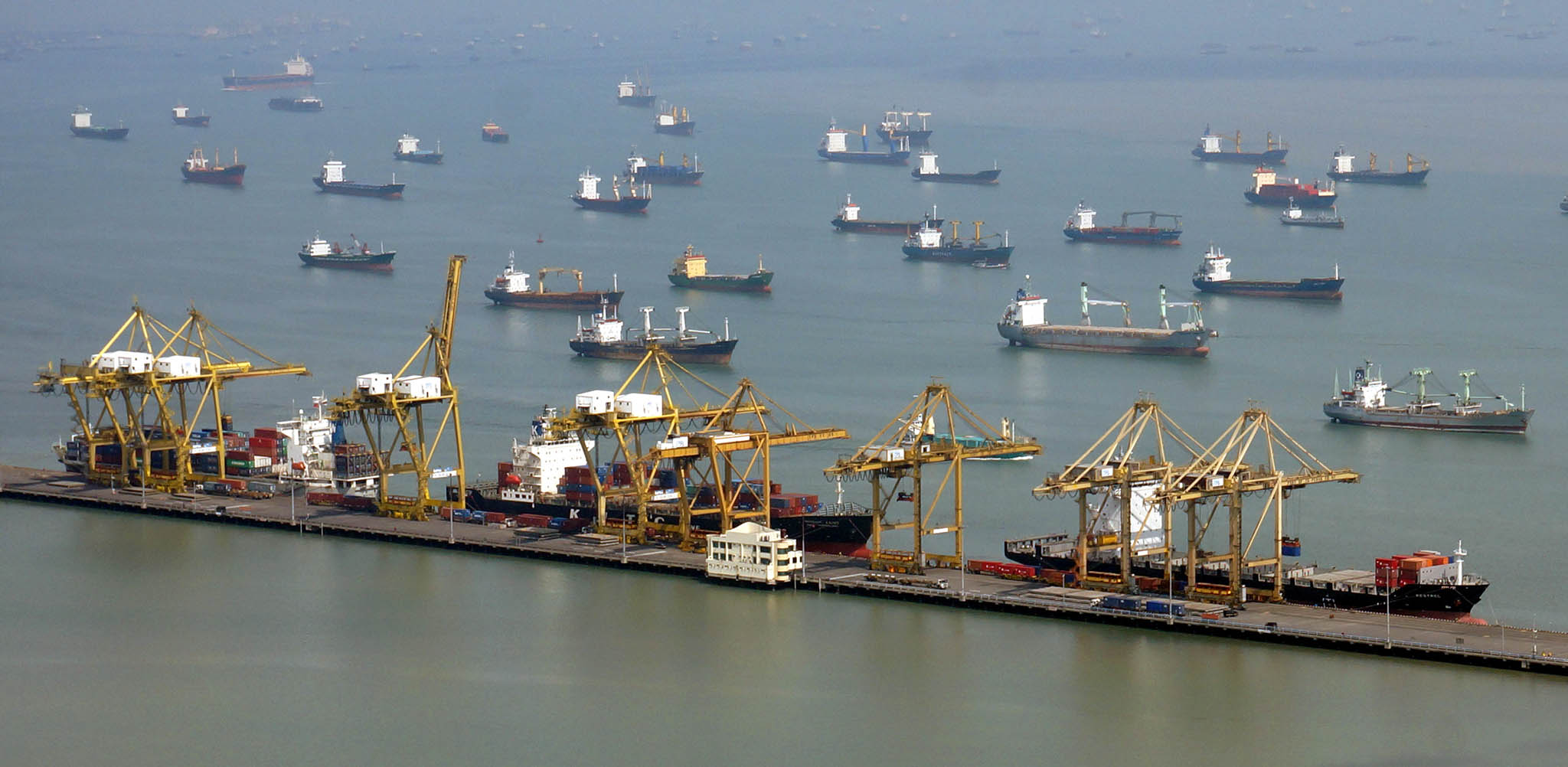
تانجونج بيراك هو مثال مشهور لمرفأ طبيعي في إندونيسيا. موقع المرفأ في مضيق مادورا.

المرفأ الطبيعي هو شكل أرضي حيث يتم حماية جزء من المسطح المائي ويكون عميقًا بما يكفي للسماح بالرسو. العديد من هذه الموانئ رياس. لطالما كانت الموانئ الطبيعية ذات أهمية استراتيجية بحرية واقتصادية كبيرة، وتقع عليها العديد من المدن الكبرى في العالم. إن وجود ميناء محمي يقلل أو يلغي الحاجة إلى حواجز الأمواج لأنها ستؤدي إلى موجات أكثر هدوءًا داخل الميناء. بعض الأمثلة هي:
- مضيق بالي، إندونيسيا
- ميناء بيرهافن، أيرلندا
- خليج باليكبابان في شرق كاليمانتان، إندونيسيا
- مومباي في ولاية ماهاراشترا، الهند
- ميناء بوسطن في ماساتشوستس، الولايات المتحدة
- بورارد إنليت في فانكوفر، كولومبيا البريطانية، كندا
- ميناء كورك، أيرلندا
- جراند هاربور، مالطا
- خليج غوانتانامو، كوبا
- خليج باريا، ترينيداد وتوباغو
- ميناء هاليفاكس في نوفا سكوشا، كندا
- ميناء هاميلتون في أونتاريو، كندا
- كيل بيغس في مقاطعة دونيجال، أيرلندا
- ميناء كينغستون، جامايكا
- ميناء مارسامكسيت، مالطا
- ميلفورد هافن في ويلز، المملكة المتحدة
- ميناء نيويورك في الولايات المتحدة
- ميناء باجو باجو في ساموا الأمريكية
- بيرل هاربور في هاواي، الولايات المتحدة
- ميناء بول في إنجلترا، المملكة المتحدة ڜ
- ميناء هرقل، إمارة موناكو
- ميناء سيدني في أستراليا، تقنيًا ريا
- تانجونج بيراك في سورابايا، إندونيسيا
- ميناء طبرق في طبرق، ليبيا
- جزيرة باي في ولاية بنسلفانيا، الولايات المتحدة
- الأمير وليام ساوند في ألاسكا، الولايات المتحدة
- بوجيت ساوند في ولاية واشنطن، الولايات المتحدة
- رودستيد أوف بريست في بريتاني، فرنسا
- خليج سان فرانسيسكو في كاليفورنيا، الولايات المتحدة
- سكابا فلو في اسكتلندا، المملكة المتحدة
- سبت إيلز في كوت نورد، كيبيك، كندا
- شيلبورن في نوفا سكوشا، كندا
- سوبيك باي في زامباليس، الفلبين
- تامبا باي في فلوريدا، الولايات المتحدة
- ميناء ترينكومالي، سريلانكا
- توتيكورين في تاميل نادو، الهند
- ميناء فيكتوريا في هونغ كونغ
- ميناء فيساكاباتنام، الهند
- فيزنجام في تريفاندرم، الهند
- ميناء ويتيماتا في أوكلاند، نيوزيلندا
- ميناء زيهواتانيجو، المكسيك

## موانئ خالية من الجليد
بالنسبة للموانئ القريبة من القطبين الشمالي والجنوبي، فإن الخلو من الجليد يعد ميزة مهمة، خاصة عندما يكون على مدار العام. ومن الأمثلة على ذلك:
- هامرفست، النرويج
- ليناخاماري، روسيا
- مورمانسك، روسيا
- ناخودكا في خليج ناخودكا، روسيا
- نيوكاسل أبون تاين، المملكة المتحدة
- بيشينغا، روسيا
- ميناء الأمير روبرت، كندا
- فالديز، الولايات المتحدة
- فاردو، النرويج
- ميناء فوستوشني، روسيا

في أقصى جنوب العالم يقع الميناء في وينتر كوارترز باي (77 ° 50 ′ جنوبًا) في القارة القطبية الجنوبية، يكون أحيانًا خاليًا من الجليد، اعتمادًا على ظروف الجليد في الصيف. 

## موانئ مهمة

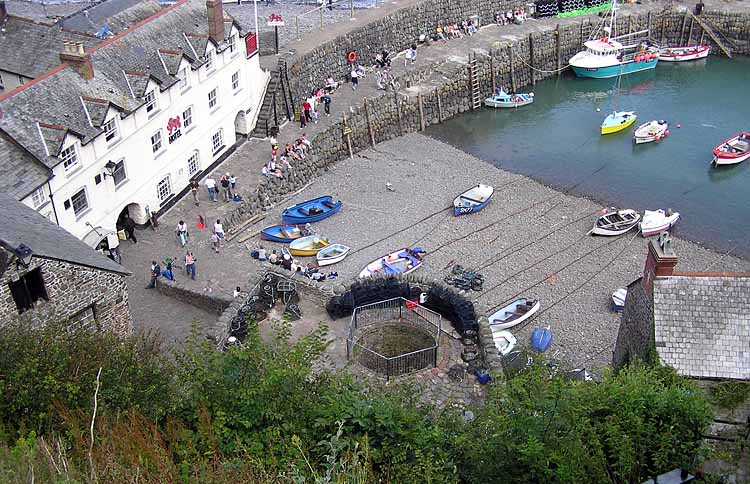
المرفأ الصغير في قرية كلوفيلي، ديفون، إنجلترا

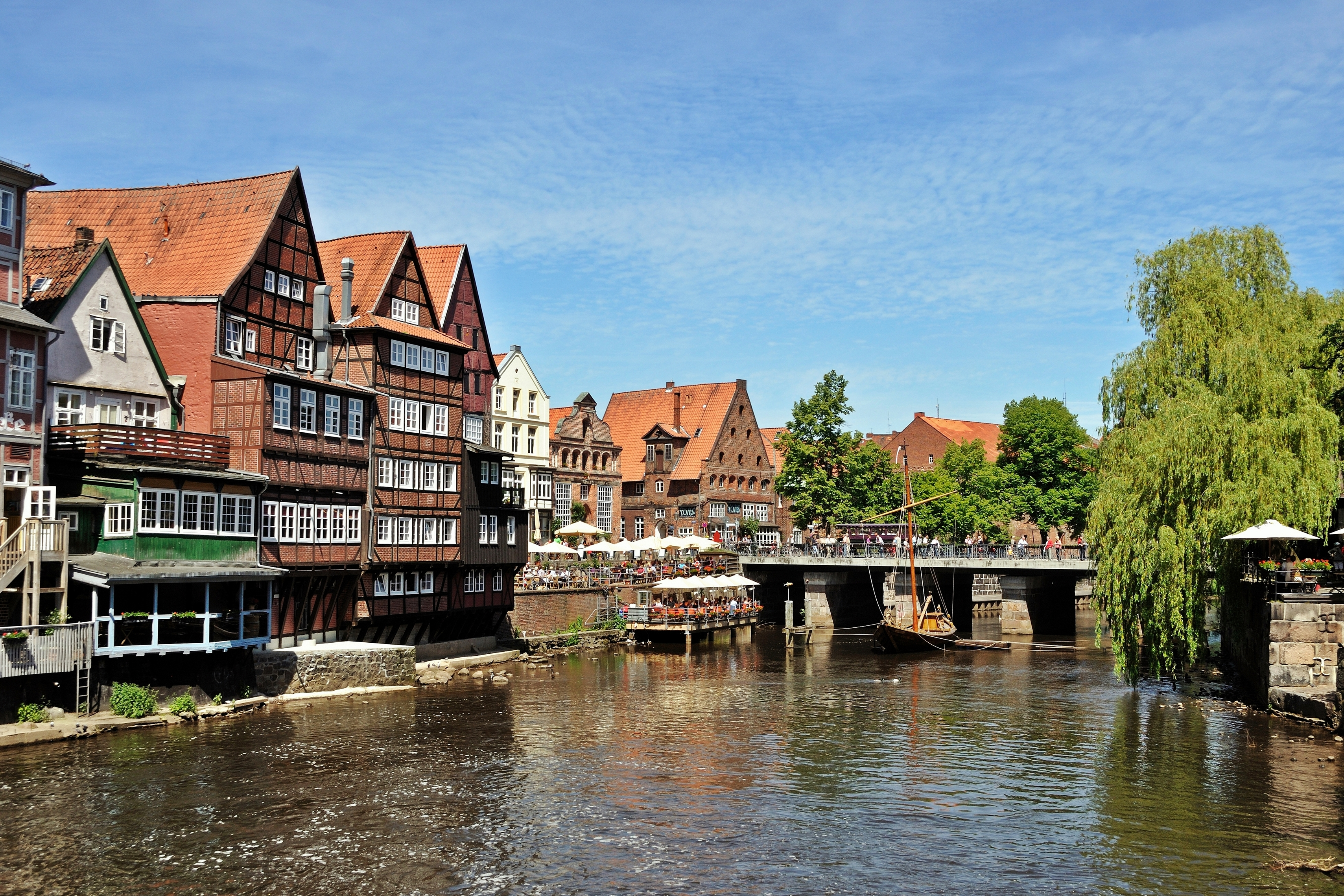
الميناء القديم في لونبورغ، ألمانيا.

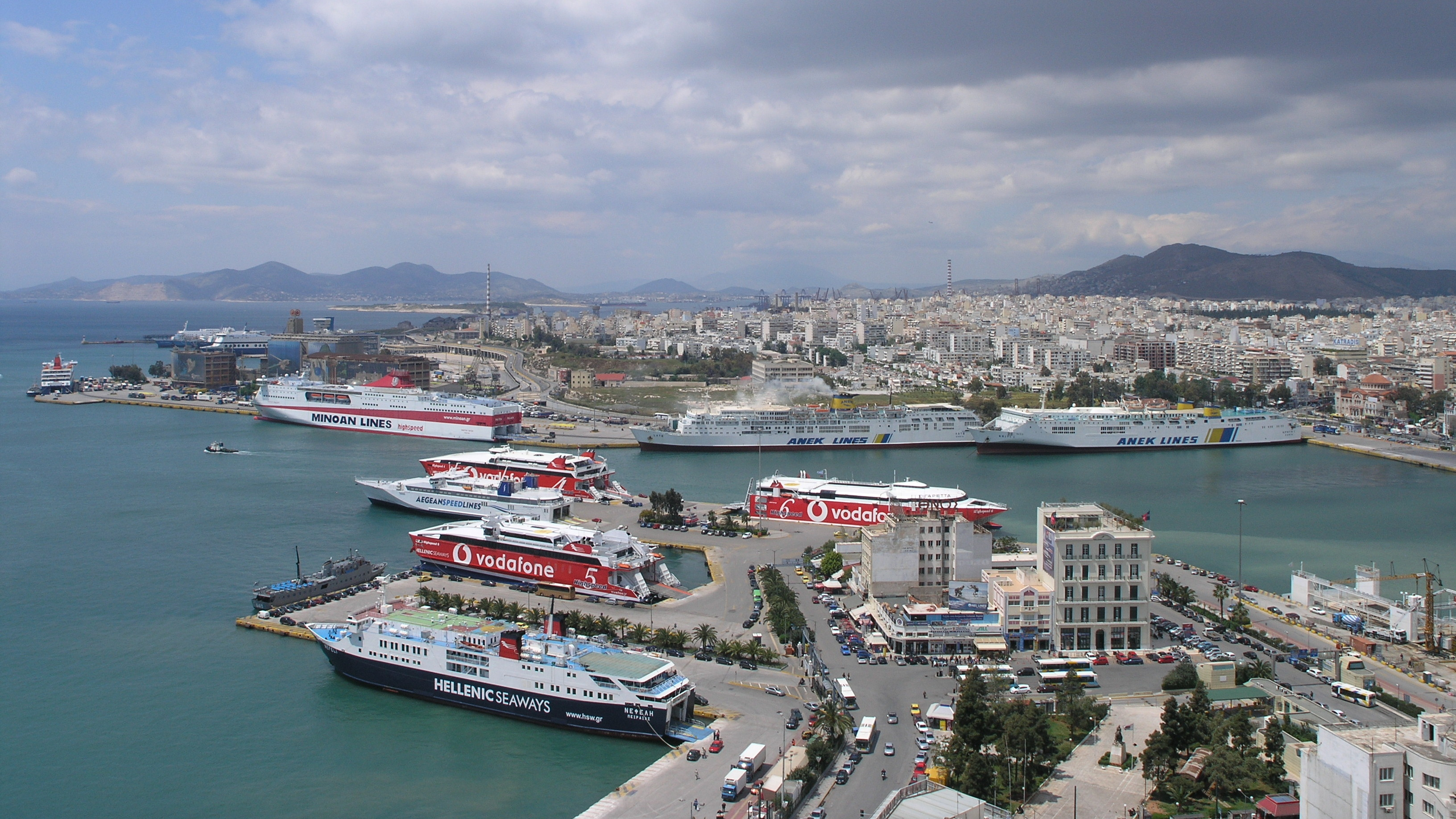
ميناء بيرايوس في اليونان.

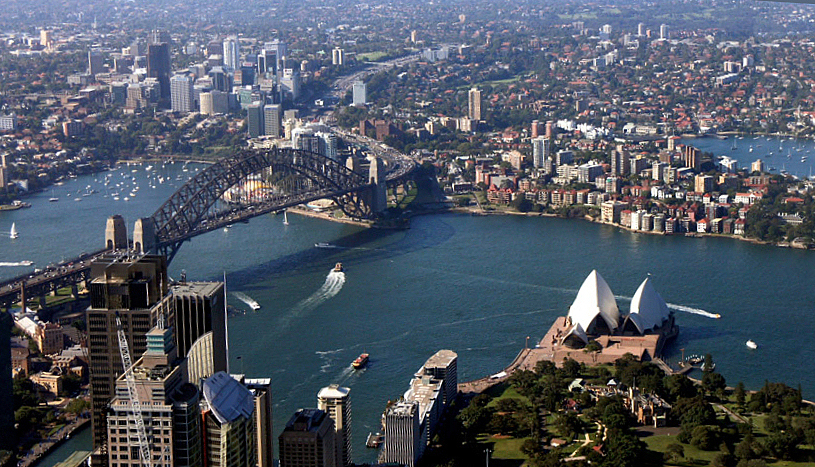
بورت جاكسون، سيدني.

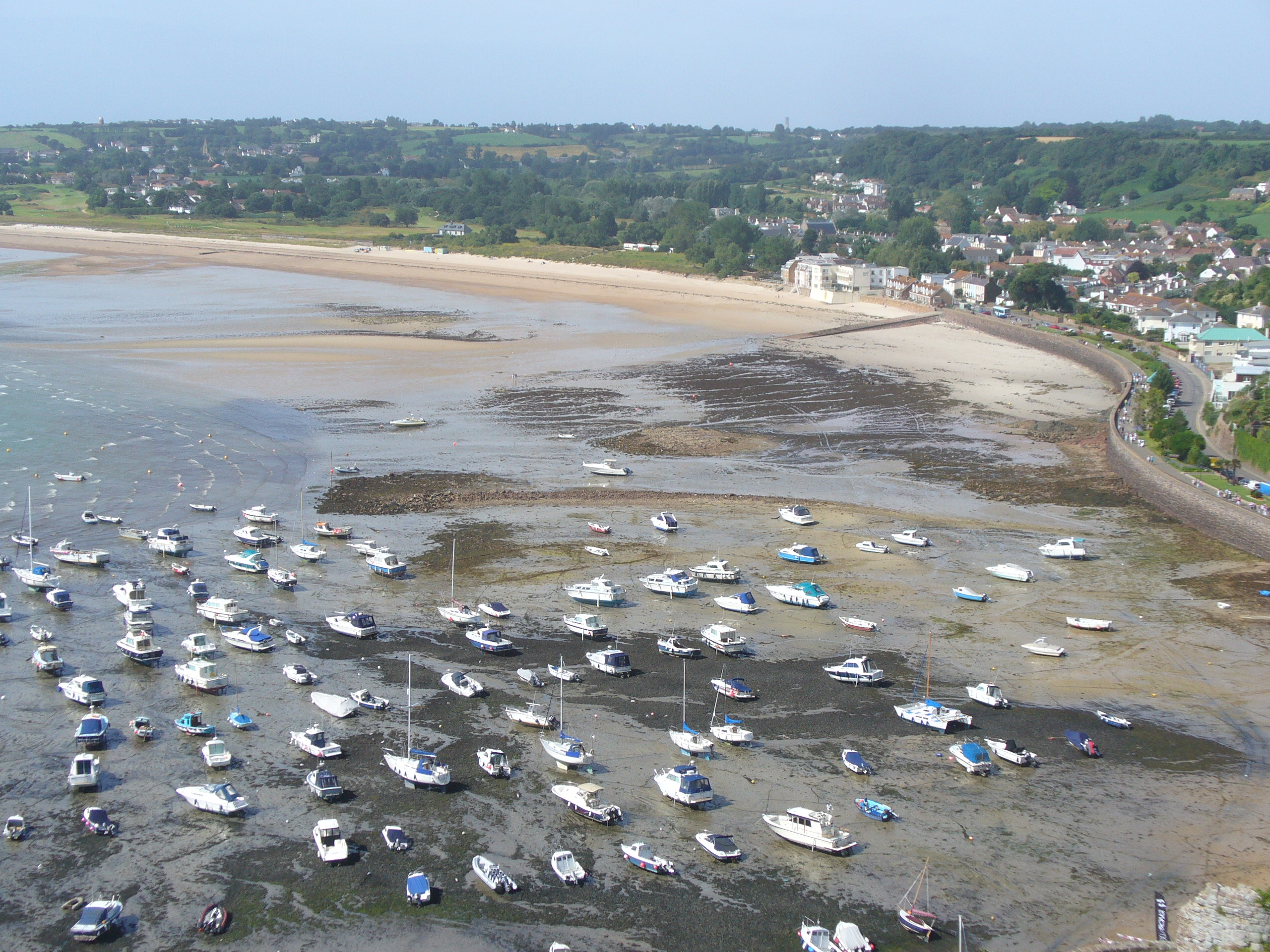
ميناء جوري، جيرسي يجف عند انخفاض المد.

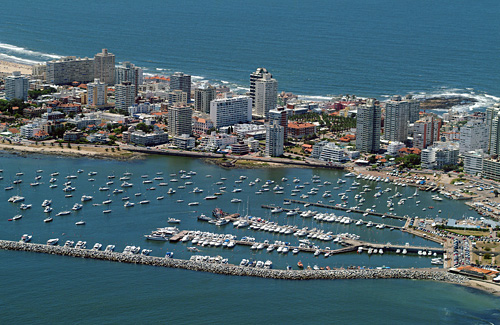
ميناء بونتا دل إستي - الملقب بمونتي كارلو بأمريكا الجنوبية

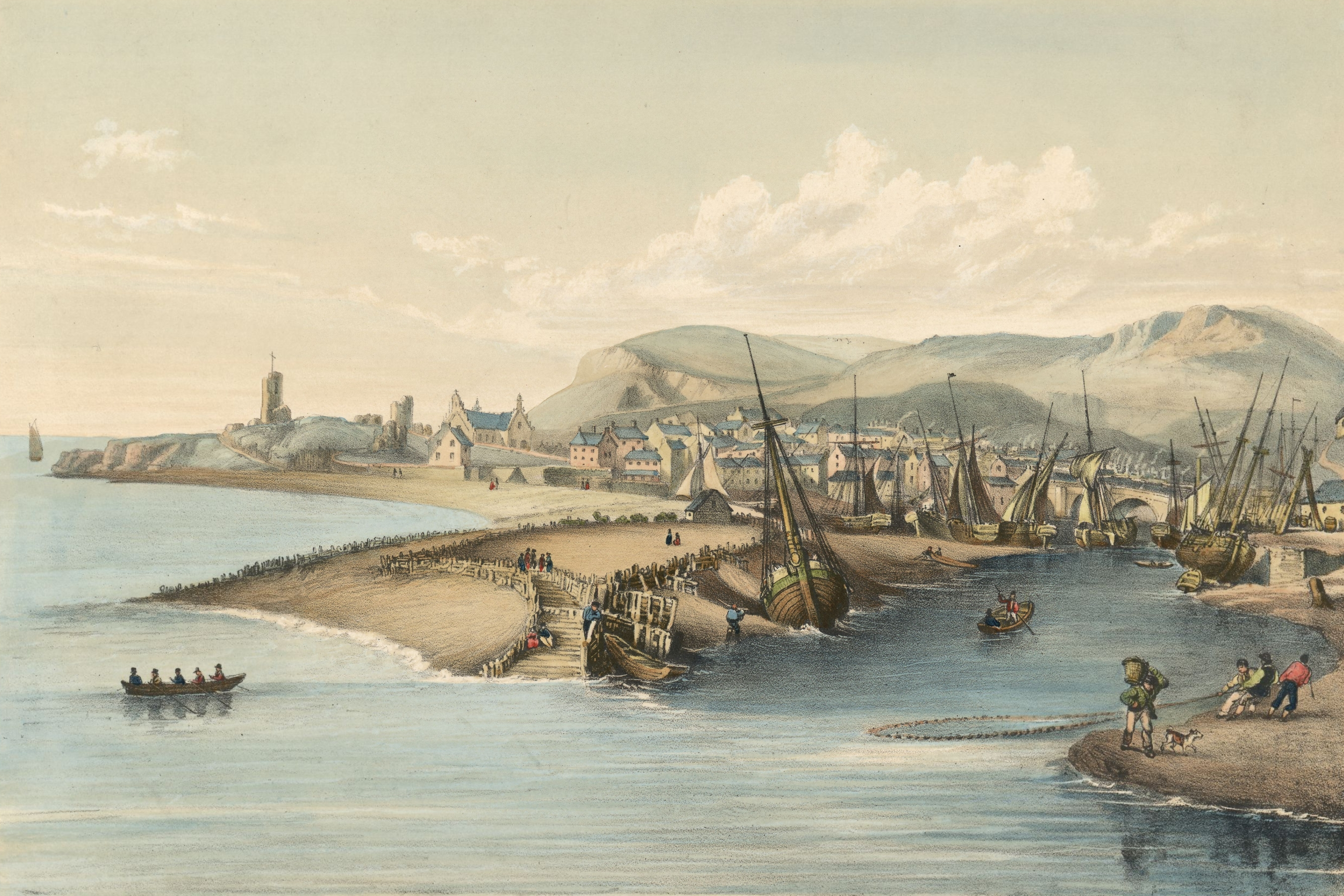
المرفأ في Aberystwyth، رسمت 1850

على الرغم من أن أكثر الموانئ ازدحامًا في العالم هو ميناء متنازع عليه، إلا أنه في عام 2017 كان ميناء نينغبو-تشوشان هو أكثر الموانئ ازدحامًا في العالم من حيث حمولة البضائع.
- الجزيرة الخضراء، إسبانيا
- أمستردام، ميناء أمستردام، هولندا
- أنتويرب، ميناء أنتويرب، فلاندرز، بلجيكا
- ميناء بالتيمور الداخلي، ماريلاند، الولايات المتحدة
- بوتوود، نيوفاوندلاند، كندا
- بريمرهافن، ألمانيا
- بوينس آيرس، الأرجنتين
- بوسان، كوريا الجنوبية
- كالابار، نيجيريا
- قرطاجنة، كولومبيا
- تشارلستون، ساوث كارولينا، الولايات المتحدة
- تشيناي، تاميل نادو، الهند
- ميناء شيتاغونغ، مدينة شيتاغونغ ، بنغلاديش
- دنيبرو، أوكرانيا
- ديربان، جنوب أفريقيا
- فالماوث، كورنوال، إنجلترا، المملكة المتحدة
- ميناء فريتاون، سيراليون
- القرن الذهبي، اسطنبول، تركيا
- جوتنبرج، السويد
- جوانجيانغ، كوريا الجنوبية
- ميناء هاي فونج، هايفونج، فيتنام
- حيفا، إسرائيل
- هاكوداته، اليابان
- ميناء هاليفاكس، نوفا سكوشا، كندا
- ميناء هامبورغ، ألمانيا
- هامبتون رودز، نورفولك، فيرجينيا، الولايات المتحدة
- ميناء هافانا
- هلسنكي، فنلندا
- إنتشون، كوريا الجنوبية
- إزمير، تركيا
- ميناء جاكرتا (تانجونج بريوك)، جاكرتا، إندونيسيا
- كالينينغراد، روسيا
- كراتشي، السند، باكستان
- كيرتش وميناء كريم إلى ميناء قفقاس، روسيا
- كييف، أوكرانيا
- كينغستون، جامايكا
- ميناء كوبي، كوبي، اليابان
- ميناء كولكاتا، كولكاتا، البنغال الغربية، الهند
- ميناء لشبونة، لشبونة، البرتغال
- لوشونكو، داليان، الصين
- ماهون، مينوركا، إسبانيا
- خليج مانيلا، الفلبين
- مابوتو، موزمبيق
- ميلفورد هافن، ويلز، المملكة المتحدة
- ميلووكي، ويسكونسن
- مونتيفيديو، أوروغواي
- مومباي، الهند
- ناسو، جزر البهاما
- ميناء نيويورك، الولايات المتحدة
- ميكولايف، أوكرانيا
- نوفوروسيسك وأنابا، روسيا
- أوديسا، أوكرانيا
- أوساكا، اليابان
- أوسلوفجورد وأوسلو، النرويج
- بارنو، إستونيا
- بليموث ساوند، ديفون، إنجلترا، المملكة المتحدة
- ميناء بورتلاند، خليج كاسكو، مين، الولايات المتحدة
- ميناء سيفاستوبول، سيفاستوبول، القرم
- بورت فيليب، ملبورن، فيكتوريا، أستراليا
- مرفأ بروفينستاون، بروفينستاون، ماساتشوستس، الولايات المتحدة
- ريو دي جانيرو، خليج جوانابارا، البرازيل
- روستوف أون دون، روسيا
- روتردام، ميناء روتردام، هولندا
- سلفادور، خليج أوول سانت، البرازيل
- سان انطونيو، تشيلي
- خليج سان دييغو، سان دييغو، كاليفورنيا، الولايات المتحدة
- سانت بطرسبرغ، روسيا
- منطقة مدينة سوتشي وأدليرسكي، روسيا
- ستوكهولم، السويد
- تالين، إستونيا
- طنجة المتوسط، طنجة، المغرب
- تانجونج بيراك، سورابايا، إندونيسيا
- ميناء تاورانجا، تاورانجا، نيوزيلندا
- خليج طوكيو، طوكيو، اليابان
- ترينكومالي، سريلانكا
- توتيكورين، تاميل نادو، الهند
- ميناء تاين، تاين ووير، المملكة المتحدة
- أولسان، كوريا الجنوبية
- فيكتوريا هاربور، فيكتوريا، كولومبيا البريطانية، كندا

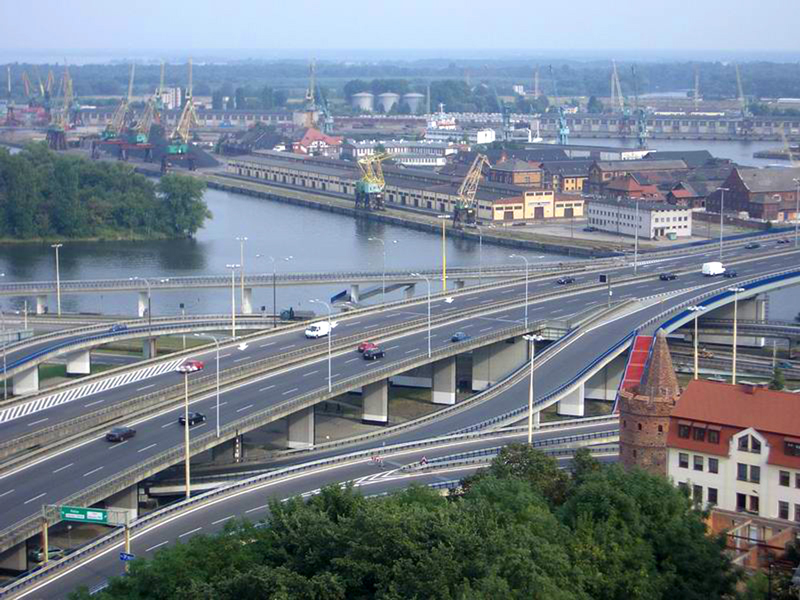
ميناء شتشيتسين، بولندا

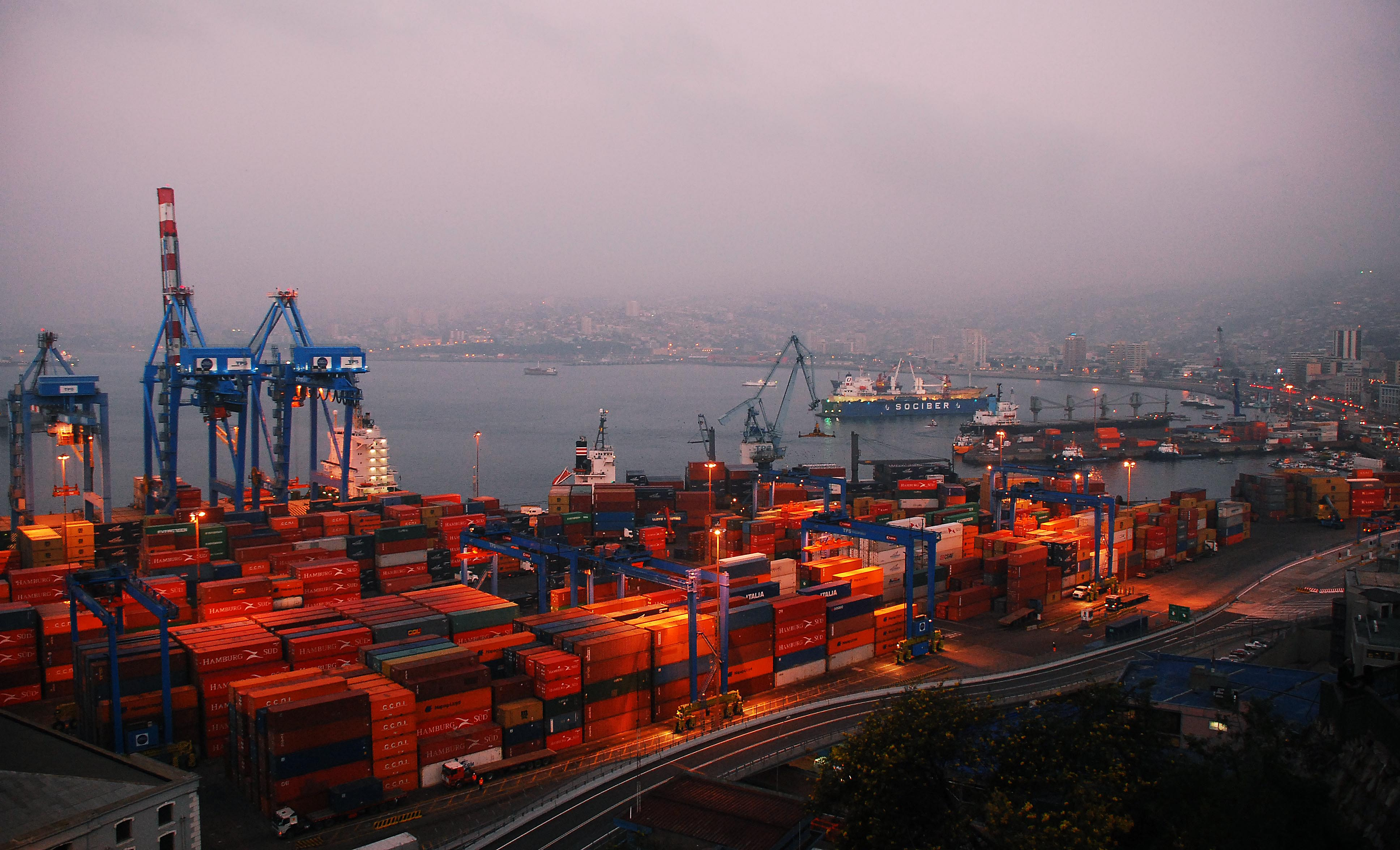
فالبارايسو، تشيلي.

- ميناء فيكتوريا (هونج كونج)
- فيزنجام في تريفاندرم، الهند
- فلاديفوستوك، روسيا
- فيبورغ، روسيا
- ويلمستاد، كوراساو
- ويلينجتون هاربور، نيوزيلندا
- يفباتوريا، روسيا
- زابوروجي، أوكرانيا